# رافائل آواینانو
رافائل آواینانو (به انگلیسی: Raffaele Avagnano) (زادهٔ ۲۱ اوت ۱۹۶۳) شناگر اهل ایتالیا است.